# Masaaki Taira
Masaaki Taira (japanisch 平 将明 Taira Masaaki; * 21. Februar 1967 in Tokyo) ist ein japanischer Politiker, Mitglied des Repräsentantenhauses für den 4. Wahlkreis von Tokyo und seit 2024 Digitalisierungsminister und Minister für Deregulierung in den Kabinetten Ishiba. Er gehört der Liberaldemokratischen Partei (LDP) an, darin ehemals der Yamasaki-Faktion, später der Ishiba-Faktion/-Gruppe.
Taira besuchte die der Waseda-Universität angeschlossene Mittel- und Oberschulen und studierte anschließend an der rechtswissenschaftlichen Fakultät der Waseda-Universität. 1991 wurde er Mitarbeiter eines Zwischenhandelsunternehmens am Markt Ōta (Teil des zentralen Großmarkts), das er ab 1996 leitete. Danach engagierte er sich auch im Jungunternehmerverband seinen kaigisho Tokyo. Bei der Repräsentantenhauswahl 2003 organisierte er im Wahlkreis 4, zu dem der Bezirk Ōta größtenteils gehört, öffentliche Kandidatendebatten. 2006 kandidierte er für die Führung der nationalen seinen kaigisho (der englischen Junior Chamber International Japan), unterlag aber Yoshitaka Ikeda (später ebenfalls LDP-Mitglied des Repräsentantenhauses). In die aktive Politik wechselte er 2005.
Bei der Repräsentantenhauswahl 2005 trat Taira als LDP-Kandidat im Wahlkreis Tokyo 4 an, nachdem der vorherige LDP-Abgeordnete Kazuyoshi Nakanishi nach einem Skandal um sexuelle Belästigung aus der LDP ausgetreten war und ohne Parteinominierung kandidierte. Mit rund 47 % der Stimmen setzte sich Taira gegen den Demokraten Noboru Usami (34 %) und drei weitere Kandidaten durch. 2009 verlor er das Mehrheitswahlmandat knapp an Norihiko Fujita, blieb aber über den Verhältniswahlblock Tokyo Abgeordneter, danach gewann er Tokyo 4 bis einschließlich 2024 fünfmal in Folge. Für das zweite Kabinett Abe war er von 2012 bis 2013 parlamentarischer Sekretär im Kabinettsamt und dem Wirtschafts- & Industrieministerium. Von 2014 bis 2015 (Abe II (Umbildung) und Abe III) war er Vizeminister im Kabinettsamt. Im Repräsentantenhaus war er von 2016 bis 2017 Vorsitzender des Umweltausschusses. Von 2019 bis 2020 (Abe IV (2. Umbildung)) war er erneut Vizeminister im Kabinettsamt mit Zuständigkeit für Katastrophenschutz, Verwaltungsreform, IT-Politik und Weltraum.
Im Oktober 2024 berief der neue LDP-Vorsitzende-Premierminister Shigeru Ishiba Taira als Digitalisierungsminister und Minister beim Kabinettsamt für besondere Aufgaben (Deregulierung) in sein erstes Kabinett und übertrug ihm auch die Ministerzuständigkeiten für Verwaltungsreformen, Reformen des nationalen öffentlichen Dienst und Cybersicherheit, im zweiten Kabinett Ishiba im November zusätzlich neu „digitale Fiskal- und Verwaltungsreform“ (digital gyōsei zaisei kaikaku).